# Tarbes Challenger 1988
Il Tarbes Challenger 1988 è stato un torneo di tennis facente parte della categoria ATP Challenger Series nell'ambito dell'ATP Challenger Series 1988. Il torneo si è giocato a Tarbes in Francia dal 27 giugno al 3 luglio 1988 su campi in terra rossa.

## Vincitori

### Singolare
Eduardo Osta ha battuto in finale  Jesús Colás con il punteggio di 7–6, 6–4

### Doppio
João Cunha e Silva /  Jörgen Windahl hanno battuto in finale  Eduardo Furusho /  César Kist con il punteggio di 6–2, 6–1